# Gong (Zahlensender)
Der Gong, auch bekannt unter der ENIGMA2000-Kennung G03, war ein vom Ministerium für Nationale Verteidigung der DDR betriebener Zahlensender, der vermutlich seit 1973 im Betrieb war. Die Sendungen enthielten verschlüsselte Botschaften für die Agenten der DDR in westlichen Staaten, vor allem in der Bundesrepublik Deutschland. Die letzte Sendung erfolgte am 9. Mai 1990, wenige Monate vor der Deutschen Wiedervereinigung. Seine inoffizielle Bezeichnung „Gong“ erhielt der Sender wegen seiner besonderen Töne, welche jede Sendung eingeleitet haben.

## Geschichte
Der Sender unterstand der Abteilung Militärische Aufklärung der Nationalen Volksarmee, einer Unterorganisation des Ministeriums für Nationale Verteidigung der DDR. Die ersten im Westen dokumentierten Aufnahmen des Senders stammen aus dem Jahr 1973. Es ist unbekannt, wann der Sender genau in Betrieb ging. Die Sendungen erfolgten auf den Kurzwellen-Frequenzen 3258 und 5410 kHz im Stunden- oder Halbstundenabstand.

Die Sendungen wurden jeweils durch eine Serie von acht Gong-Tönen in zunächst absteigender und dann wieder aufsteigender Tonfolge  eingeleitet, die mehrfach wiederholt wurden. Dann folgte die Ansage Achtung!, gefolgt von einem 5-stelligen Zahlencode, der den einzelnen angesprochenen Agenten oder die Agentengruppe identifizierte, gefolgt von Trennung! und einer Zahl, die die später zu übertragenden Zahlengruppen angab. Beendet wurde diese Ansprache mit einem erneuten Achtung!. Danach folgten die Zahlenkolonnen in Gruppen zu fünf Ziffern, die die eigentliche Botschaft enthielten. Die Sendung wurde mit der Ansage Ende! beendet, gefolgt vom einmaligen Abspielen des Tonsignals. Die Ansagen wurden nicht als Zahlen, sondern als Einzelziffern durchgegeben und wurden durch eine computerisierte weibliche Stimme auf Deutsch mit möglicherweise osteuropäischem Einschlag (Tschechisch, Ungarisch) gemacht, so dass die Sende- oder Produktionsanlagen zum Teil auch in der Tschechoslowakei oder Ungarn vermutet wurden.
Der Hauptsendebetrieb für die Agenteninstruktion erfolgte über das „Funkamt der NVA“ (AFZ) in der Nähe von Angermünde. Die Sendestelle befand sich in einem Waldgelände bei Senftenhütte und die Empfangsstelle in der Nähe des Ortes Crussow. Der Sender bei Angermünde verfügte über vier leistungsfähige Kurzwellensender. Eine weitere, allerdings für den Agentenfunk wenig genutzte Sendestelle befand sich zwischen Dessau und Köthen in der Nähe des Ortes Scheuder. Für den Sendebetrieb wurden rundstrahlende Reusenantennen mit einer Höhe von über 34 Metern, Dipolantennen
mit Spannweiten von 40 und 70 Metern sowie Richtantennen in die entsprechenden Operationsgebiete der Agenten eingesetzt.
Die geisterhaft klingenden Gong-Töne aus dem Äther und die anschließend folgenden, mit Automatenstimme vorgelesenen langen Zahlenkolonnen, über deren Bedeutungsinhalt und Adressaten man nur rätseln konnte, beflügelten die Fantasie von Hörern und politischen Kommentatoren in der Bundesrepublik Deutschland. Am 9. Mai 1990 war die letzte Sendung mit Agenteninstruktionen zu hören. Die letzte der Öffentlichkeit bekannt gewordene Sendung des Agentenfunks der DDR erfolgte am 23. Mai 1990 um 23:30 Uhr. Der Funkamateur Jochen Schäfer zeichnete sie auf. Nach dem bekannten Gong-Signal folgten allerdings keine Zahlenkolonnen, sondern eine männliche Stimme verkündete: „Hier ist die Sendung für das aufgeweckte Kind“. Anschließend war scheinbar aus dem Hintergrund ein Gesang aus mehreren Männerstimmen zu hören, der ein Kinderlied intonierte:
Alle meine Entchen
schwimmen auf dem See,
Köpfchen in das Wasser,
Schwänzchen in die Höh’.
Die singenden Männerstimmen machten dabei einen angetrunkenen Eindruck. Ob dieser Sendung eine Bedeutung zugrunde lag, wurde verschieden bewertet. Manche sahen darin einen letzten launigen Abschiedsgruß der schon in Auflösung begriffenen DDR-Spionageabteilung. Andere  meinten, darin eine Aufforderung an die DDR-Agenten im Ausland („Alle meine Entchen“) zu erkennen, abzutauchen („Köpfchen in das Wasser“) und gegebenenfalls neue Identitäten anzunehmen.